# رقص جیرانی (گرجی)
رقص جیرانی (به گرجی: ჯეირანი) از جمله رقص‌های فولکلوریک اهالی گرجستان است.
جیرانی رقصی است که بر اساس اپیزودهای شکار گوزن جادویی ساخته شده است.

## نگارخانه

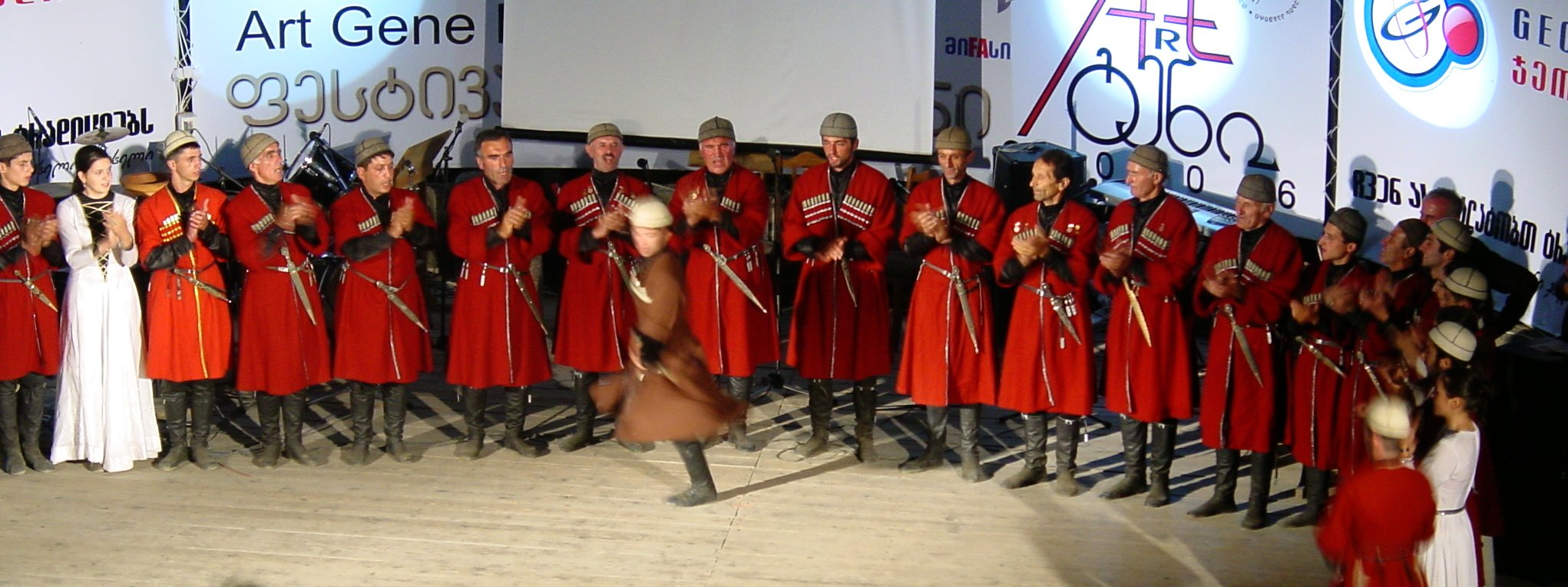
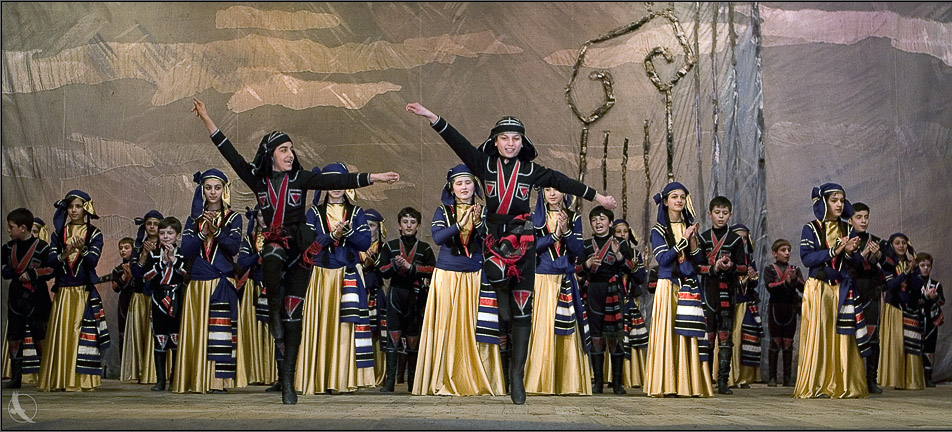
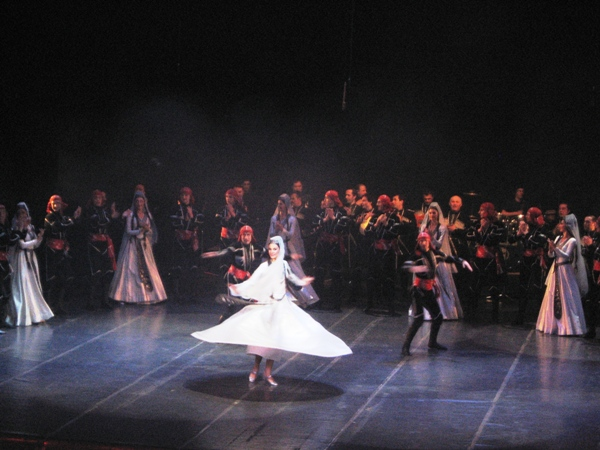
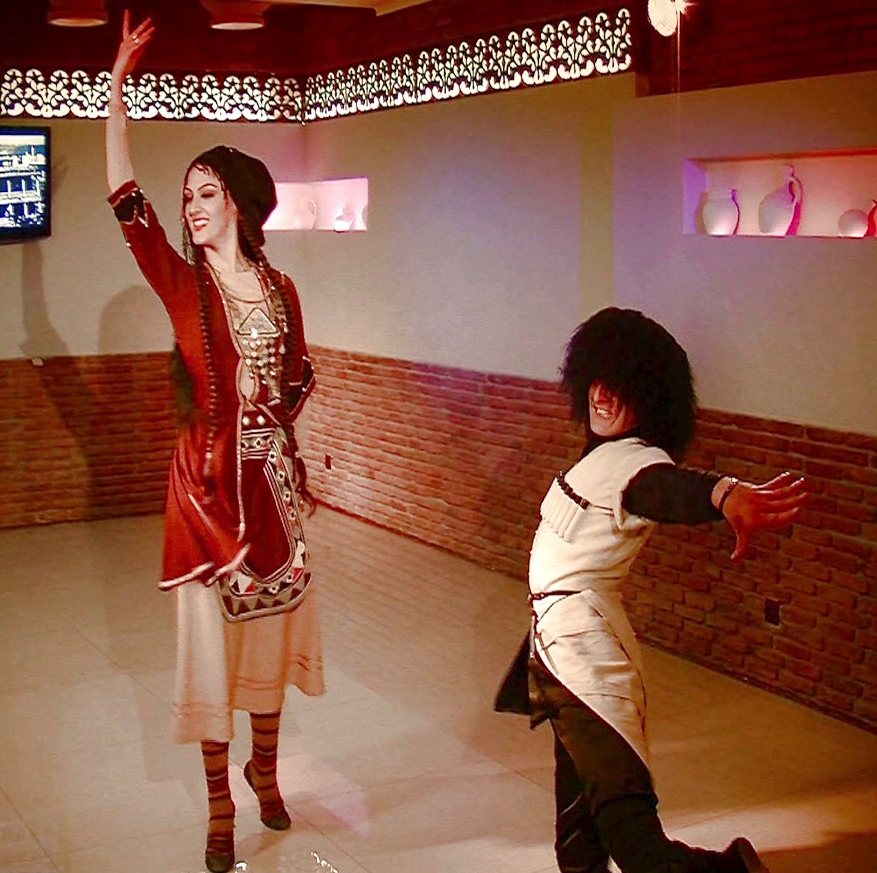